# 林圣清
林圣清（1927年10月—），男，原籍浙江鄞县，生于上海，中国电影录音师，高级工程师，曾任上海电影制片厂副总工程师，上海电影技术研究所所长，上海市政协常委。